# Дафна (фільм, 2007)
«Дафна» (англ. Daphne) — британський телефільм 2007 року, знятий компанією BBC за мотивами біографії Дафни дю Мор'є.

## Сюжет
Дафна дю Мор'є мешкає в своєму маєтку у Корнуоллі з чоловіком та трьома дітьми. Її роман «Ребекка» щойно став бестселером. Судовий позов зі звинувачення у плагіаті закликає її до Нью-Йорка, куди вона вирушає з дітьми через океан. На пароплаві вона знайомиться з Елен Даблдей, дружиною американського видавця, в будинку якого вони оселяються по приїзді до Америки. Елен справляє сильне враження на Дафну.
Дафна легко спростовує усі звинувачення. Після урочистого вечора відбувається відверта розмова з Елен, яка, відчуваючи емоції Дафни, відповідає, що не може дати їй у відповідь того, чого вона жадає. Дафна повертається до Корнуолла.
У театральній постановці за п'єсою Дафни головну роль виконує Гертруда Лоуренс — Герті, яскрава американська акторка. Дафну розчаровує її гра. Але відкрита Герті шукає товариства авторки п'єси, вони стають подругами. Яскраві емоції Герті та глибокий чуттєвий світ Дафни зіштовхуються один з одним.
Звістка про хворобу Нельсона Даблдея знов приводить Дафну до Нью-Йорка, до Елен. Після смерті чоловіка, подруги вирушають у подорож Європою. Але Елен не в змозі відповісти на почуття Дафни. Вони розлучаються.
Депресія та застій у творчості перериваються новою появою Герті, яка забирає Дафну з собою до Америки. Їхній роман закінчується, коли Герті розуміє, що серце Дафни, незважаючи ні на що, належить Елен. В результаті Дафна втрачає обох подруг. Та пережите повертає її до творчості, з під її пера з'являється новий роман-бестселер — «Моя кузина Рейчел».

## У ролях
| Актор                | Роль              |
| -------------------- | ----------------- |
| Джеральдін Сомервіль | Дафна дю Мор'є    |
| Джанет Мактір        | Гертруда Лоуренс  |
| Елізабет Макговерн   | Елен Даблдей      |
| Ендрю Гевілл         | Фредерік Браунінг |
| Крістофер Малькольм  | Нельсон Даблдей   |
| Малькольм Сінклер    | Ноел Ковард       |

## Цитата
- Жінка — це підручник географії. З 16 до 22 вона подібна Африці: місцями незаймана, місцями відкрита. Від 22 до 35 подібна Азії: гаряча й таємнича. Від 35 до 45 — США: бадьора і технічна. Від 45 до 55 подібна Європі: суцільні руїни, але місцями цікаво. А після 60 — Австралія: всі про неї знають, але ніхто не хоче туди потикатися. (Гертруда Лоуренс).